# 中嶋順子
中嶋 順子（なかしま じゅんこ、1964年9月6日 - ）は日本の女性フリーアナウンサー・ラジオパーソナリティー。福岡県福岡市出身。

## 人物
- 筑紫女学園高等学校・西南学院大学文学部卒業。国際線キャビンアテンダントとして全日本空輸成田空港支店に勤務するが結婚を機に退職してRKB毎日放送・テレビ西日本などにてニュースキャスター・リポーターなどとして活動。
- 血液型は0型。既婚者。1男1女の母。
- 現在はRKBラジオのパーソナリティーおよびニュース専門アナウンス講座の講師を務めている。

## 逸話
- 趣味はおいしいものを食べること・おいしいお酒を飲むこと・ドライブ・カラオケ・テニス。
- 座右の銘は「誠心誠意」。
- RKBラジオまつり「番組対抗勝ち抜き歌合戦」に「開店! ウメ子食堂」の代表として出場し2014年・2015年に優勝している[1]。

## 出演

### 現在の出演
すべてRKBラジオ
- サンデースイングライフ
- 開店! ウメ子食堂
- 人生最後のアイ・ラブ・ユー
- 中嶋順子のAIR FLIGHT
- ドリームスFM　ハピネスワールド水曜版

### 過去の出演どり
- 夢色パレット（テレビ西日本）
- ももち浜ストア（テレビ西日本）
- 夕方どんどん（RKB毎日放送）
- RKB朝いちラジオ（RKBラジオ）
- RKBはやおきラジオ（RKBラジオ）